# VZ Гидры
VZ Гидры (лат. VZ Hydrae), HD 72257 — кратная звезда в созвездии Гидры на расстоянии приблизительно 482 световых лет (около 148 парсек) от Солнца. Возраст звезды определён как около 1,279 млрд лет.
Пара первого и второго компонентов — двойная затменная переменная звезда типа Алголя (EA). Видимая звёздная величина звезды — от +9,68m до +8,96m. Орбитальный период — около 2,9043 суток.
Открыта Дэниелом Джозефом Келли О'Коннеллом в 1932 году***.

## Характеристики
Первый компонент (WDS J08317-0619Aa) — жёлто-белая звезда спектрального класса F3V, или F3-5V, или F5V, или F5. Масса — около 1,271 солнечной, радиус — около 1,314 солнечного, светимость — около 3,02 солнечной. Эффективная температура — около 6324 K.
Второй компонент (WDS J08317-0619Ab) — жёлто-белая звезда спектрального класса F5V, или F6, или F7V. Масса — около 1,146 солнечной, радиус — около 1,112 солнечного, светимость — около 1,738 солнечной. Эффективная температура — около 6290 K.
Третий компонент (WDS J08317-0619B). Видимая звёздная величина звезды — +11,6m. Удалён на 1 угловую секунду.
Четвёртый компонент (WDS J08317-0619C). Видимая звёздная величина звезды — +13,1m. Удалён на 3,6 угловой секунды.

## Планетная система
В 2019 году учёными, анализирующими данные проектов HIPPARCOS и Gaia, у звезды обнаружена планета HIP 41834 b.